# Gidowie
Gidowie (fr. les guides) - historyczny oddział wojskowy (zwykle konny) w XVIII i XIX w., który dostarczał przewodników dla wojska, później stanowiący eskortę wyższych dowódców. Oddział gidów stanowił także wyborowy oddział przyboczny Napoleona Bonaparte.